# Крстарећи тенк Мк I
Крстарећи тенк Mark I (А9) био је британски тенк из периода пре Другог светског рата.

## Карактеристике
Крстарећи тенк Мк I био је први из серије крстарећих тенкова, са архаичним распоредом наоружања: главни топ и спрегнути митраљез Викерс од 0.303 инча у главној куполи, плус још 2 митраљеза у мањим, помоћним куполама напред. Па ипак, главни топ од 2 фунте био је снажан, а купола за 3 члана посаде била је ефикасна и испред свог времена. Такође, био је то први британски тенк са куполом на електрични погон. 

### У борби
Овај тенк био је поуздан, иако су му гусенице биле релативно слабе. На другој страни, његов оклоп био је жалосно танак за борбени тенк, и штитио је само против малокалибарског оружја и парчади граната. Око четвртина од 125 примерака били су верзија за подршку пешадији, са хаубицом од 3.7 инча уместо топа.